# فلاح زكي
فلاح زكي (1954-) مخرج وكاتب عراقي أخرج العديد من الأعمال في السينما والتلفزيون العراقي

## مشواره المهني
دخل إذاعة بغداد، عام 1973 أثناء دراسته تخرج من معهد الفنون الجميلة (بغداد) عام 1974 واصل العمل في تلفزيون بغداد 
بدايته كانت عام 1975 أخرج العديد من البرامج الإذاعية التلفزيونية والأغاني لكبار المطربين العراقيين، كما قام بإخراج عدد من المسلسلات والأعمال التلفزيونية، منها مسلسل «المسافر» بطولة كاظم الساهر، ومسلسل«السفير ناظم الغزالي» بطولة سعدون جابر
في عام 1982 ترك العراق إلى الولايات المتحدة الأمريكية لإكمال دراسته العليا، وحصل هناك على شهادة الماجستير في الإنتاج التلفزيوني، لكن ظروفه العائلية أجبرته على العودة إلى العراق في عام 1991
أخرج برامج لحساب مشروع إعادة إعمار العراق. في عام 2006 غادر العراق نحو الأردن ثم الولايات المتحدة الأمريكية حيث استقر هناكحصل على عدة شهادات تخصصية في السينما والتلفزيون من أمريكا عضو اتحاد السينمائيين المستقلين كاليفورنيا.

### حياته الأسرية
تزوج من الممثلة آسيا كمال ورزق منها بولدين عمر وعبد الله

## أعماله

### في التلفزيون
| سنة الإنتاج | اسم العمل           | نوعه    |
| ----------- | ------------------- | ------- |
| 2014        | الملائكة تبكي       | فيلم    |
| 2013        | الطاووس             | فيلم    |
| 2001        | الملاذ آمن          | مسلسل   |
| 1995        | السفير              | مسلسل   |
| 1994        | زواج ولكن           | مسلسل   |
| 1993        | المسافر             | مسلسل   |
| 1981        | وينك يا جسر         | مسلسل   |
| 1980        | بيتنا وبيت الجيران  | مسلسل   |
| 1977        | التلفزيون (السينما) | تمثيلية |

### في الكتابة
- (2015): مثلث الموت